# Czworolist
Czworolist (Paris) – rodzaj roślin zaliczany w zależności od ujęcia systematycznego do rodziny trójlistowatych (Trilliaceae) lub melantkowatych (Melanthiaceae). Należy do niego ok. 26 gatunków. Występują one głównie w Azji Środkowej i Wschodniej (od Rosyjskiego Dalekiego Wschódu po Himalaje i Półwysep Indochiński), z centrum zróżnicowania w Chinach, gdzie występują 22 gatunki, w tym 12 endemitów. Poprzez Syberię i Kazachstan do Europy sięga jeden gatunek – czworolist pospolity (Paris quadrifolia), będący zarazem typem nomenklatorycznym rodzaju. Jest to też jedyny przedstawiciel rodzaju we florze Polski.
Kłącza wielu gatunków używane są w chińskiej medycynie ludowej. Niektóre gatunki uprawiane są jako ozdobne, zwłaszcza czworolist wielolistny Paris polyphylla. Gatunek ten wyróżnia się największymi znanymi chromosomami w świecie roślin. Z kolei Paris japonica to gatunek o największym znanym genomie wśród eukariontów – długość łańcucha DNA w każdej z jego komórek wynosi ok. 100 m, podczas gdy dla porównania u człowieka osiąga 2 m. 

## Morfologia
PokrójByliny z kłączem cienkim lub grubym. Łodyga wyprostowana, nierozgałęziona.
LiścieW liczbie 4 lub wielu (rzadko 3) w okółku, ogonkowe, lancetowate do owalnych, z trzema głównymi wiązkami przewodzącymi połączonymi nerwami anastamozującymi.
KwiatyObupłciowe, pojedyncze, na szczycie łodygi wzniesione na szypułce. Listki okwiatu w liczbie 3–8 w dwóch okółkach. Listki okółka zewnętrznego zielone lub rzadziej białawe, lancetowate lub jajowate. Listki okółka wewnętrznego równowąskie lub zredukowane. Pręcików 8–24 lub jeszcze więcej. Nitki pręcików wąskie, spłaszczone. Zalążnia zaokrąglona z 1 komorą zalążni lub 4–10. Słupek krótki, zakończony znamieniem podzielonym na 4–10 łatek.
OwoceJagody lub jagodopodobne torebki zawierające od kilku do wielu nasion.

## Systematyka

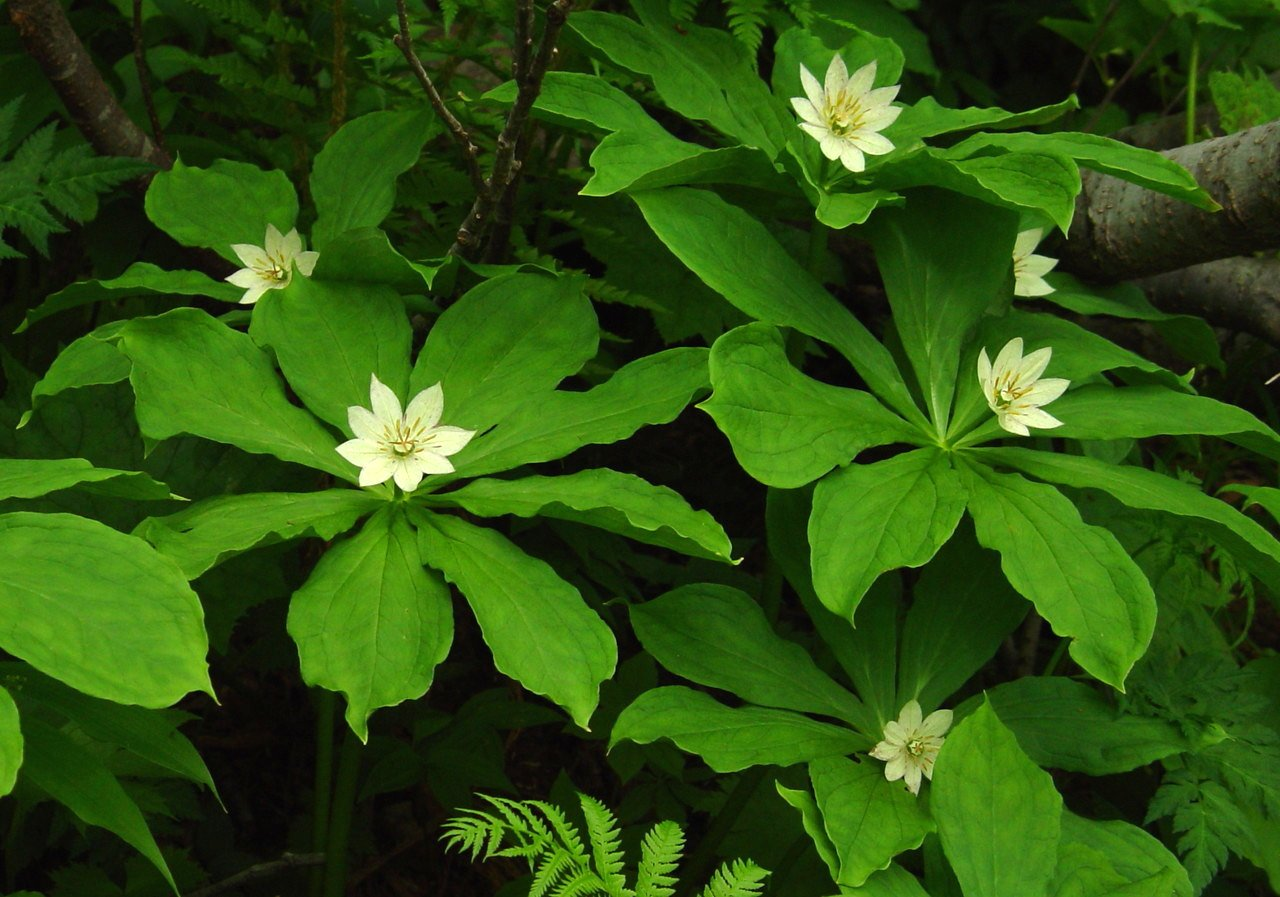
Paris japonica

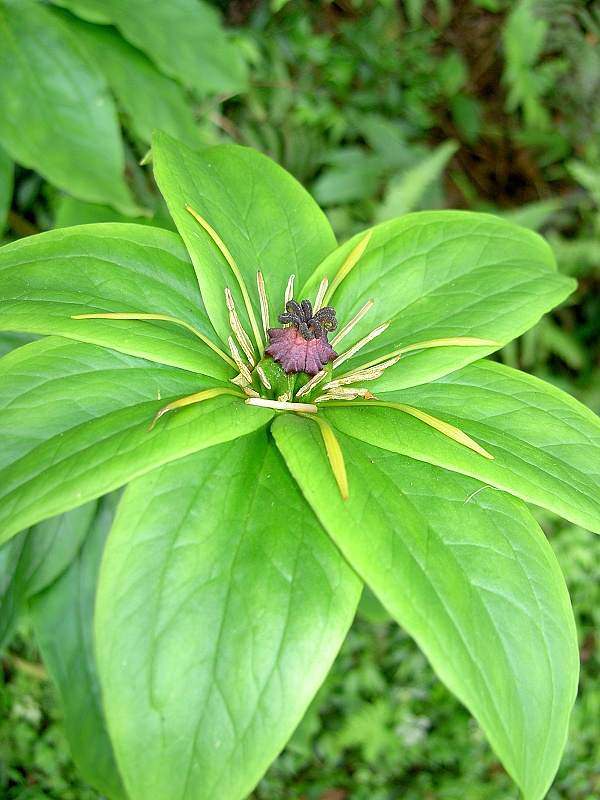
Paris polyphylla

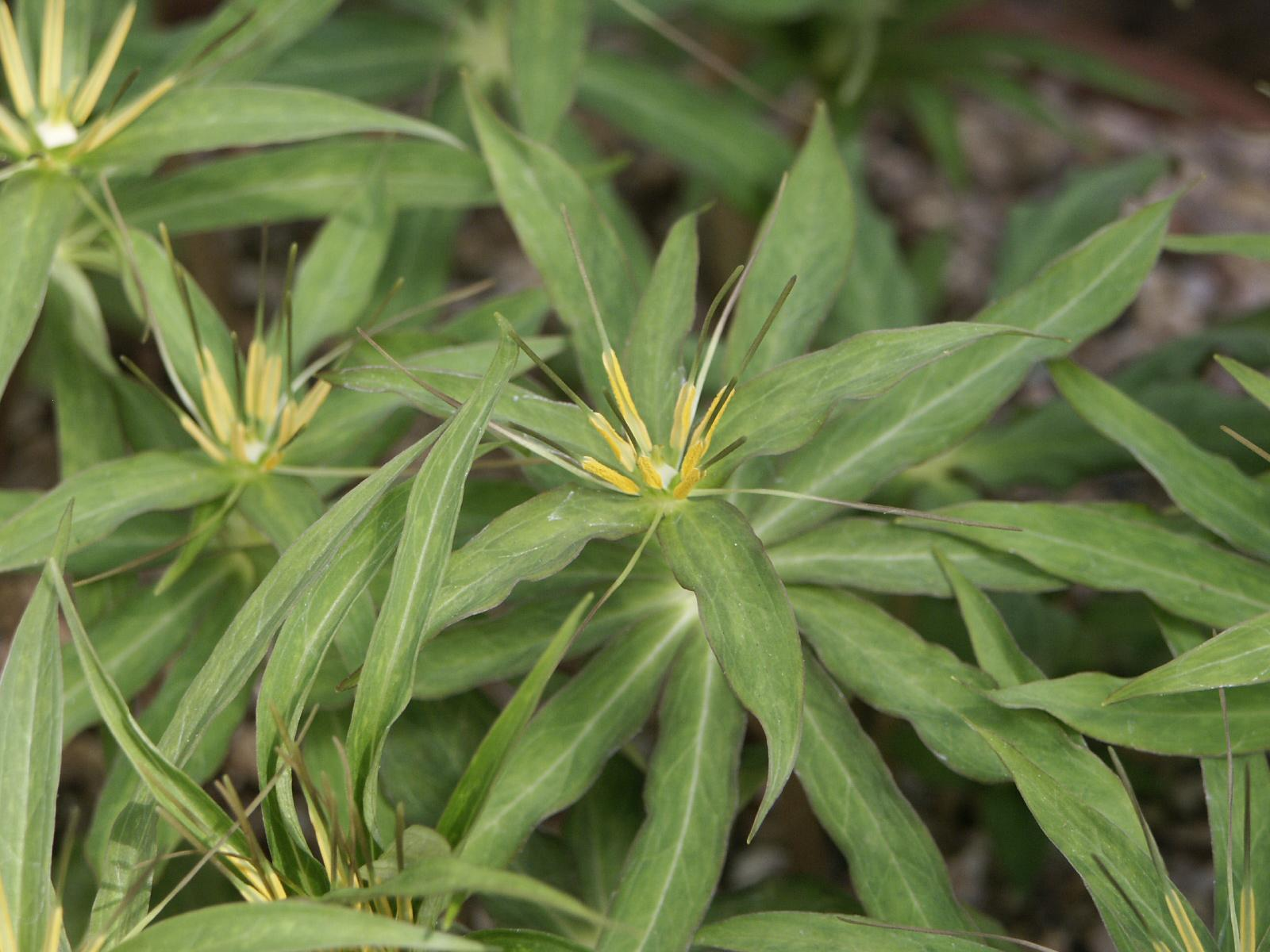
Paris thibetica

Rodzaj czworolist wraz z 5–6 innymi rodzajami łączony jest w grupę o różnej randze w zależności od ujęcia systematycznego. Według APWeb rodzaje te stanowią plemię Parideae w obrębie rodziny melantkowatych (Melanthiaceae) i do tej rodziny zaliczają też te gatunki system APG IV oraz system Reveala z 2007 r. W systemach, z założenia wyróżniających liczne i drobne rodziny (system Reveala z lat 1994–99 i system Takhtajana) grupa ta podnoszona jest do rangi odrębnej rodziny trójlistowatych (Trilliaceae) i nawet rzędu trójlistowców (Trilliales). 
Wykaz gatunków
- Paris bashanensis F.T.Wang & Tang
- Paris caobangensis Y.H.Ji, H.Li & Z.K.Zhou
- Paris chinensis Franch.
- Paris cronquistii (Takht.) H.Li
- Paris delavayi Franch.
- Paris dunniana H.Lév.
- Paris fargesii Franch.
- Paris forrestii (Takht.) H.Li
- Paris incompleta M.Bieb. – czworolist niepełny
- Paris japonica (Franch. & Sav.) Franch.
- Paris lancifolia Hayata
- Paris liana Y.H.Ji
- Paris luquanensis H.Li
- Paris mairei H.Lév.
- Paris marmorata Stearn
- Paris polyphylla Sm. – czworolist wielolistny
- Paris qiliangiana H.Li, Jun Yang bis & Y.H.Wang
- Paris quadrifolia L. – czworolist pospolity
- Paris tetraphylla A.Gray
- Paris thibetica Franch.
- Paris vaniotii H.Lév.
- Paris verticillata M.Bieb.
- Paris vietnamensis (Takht.) H.Li
- Paris xichouensis (H.Li) Y.H.Ji, H.Li & Z.K.Zhou
- Paris yanchii H.Li, L.G.Lei & Y.M.Yang
- Paris yunnanensis Franch.